# Alexandru Mânzală
Alexandru Mânzală (n. 23 februarie 1943, Stănești, județul Vâlcea) este un fost senator român în legislatura 1990-1992 ales în județul Buzău pe listele partidului FSN. Alexandru Mânzală a demisionat din Senat la data de 21 aprilie 1992. În cadrul activității sale parlamentare, Alexandru Mânzală a fost membru în grupurile parlamentare de prietenie cu Republica Libaneză, Australia, Japonia, Republica Islamică Iran, Republica Chile, Statul Israel și Regatul Spaniei.